# Василий Ломаченко — Накатани Масаёси
Василий Ломаченко — Накатани Масаёси — профессиональный боксёрский 12-раундовый поединок в лёгком весе. Бой состоялся 26 июня 2021 года в отельно-развлекательном комплексе Virgin Hotels Las Vegas города Парадайс штата Невада, США.
Поединок проходил с преимуществом украинского боксёра, который отправил соперника в нокдаун в 5-м раунде, а в девятом раунде рефери остановил поединок и победа техническим нокаутом была присуждена Василию Ломаченко.